# Migdal-El
Migdal-El ('Torre de Déu') fou una ciutat de la tribu de Neftalí. Eusebi i Sant Jerònim esmenten una vila anomenada Magdiel, entre Dora i Ptolemais.